# Baia di Cardiff
La baia di Cardiff (in inglese: Cardiff Bay; in gallese: Bae Caerdydd) è una baia creata dalla diga di Cardiff situata nella zona sud della capitale gallese.
La baia è alimentata da due fiumi, Ely e Taff, per formare un piccolo lago d’acqua dolce dalla superficie di 2.0 km2 attorno all'ex area portuale a sud del centro città. La baia in precedenza era soggetta agli innalzamenti e abbassamenti della marea e solo un paio d'ore al giorno era inondata d’acqua, ma grazie alla costruzione di tre chiuse, questo fenomeno è stato ridimensionato.

## Storia
La baia ha svolto un ruolo importante nello sviluppo della città di Cardiff, essendo il mezzo per esportare carbone dalle valli del Galles meridionale verso il resto del mondo, contribuendo ad alimentare l'era industriale.
Man mano che le esportazioni di Cardiff crescevano, cresceva anche la sua popolazione; i lavoratori portuali e i marinai di tutto il mondo si stabilirono in quartieri situati vicini ai moli, noti come Tiger Bay, e comunità di oltre 45 nazionalità diverse, tra cui norvegesi, somali, yemeniti, spagnoli, italiani, caraibici e irlandesi, contribuirono a creare il carattere multiculturale unico dell'area. Dopo la seconda guerra mondiale gran parte dell'industrie chiusero e furono abbandonate. Nel 1999, con l'ultimarsi dei lavori di costruzione della diga di Cardiff, uno dei progetti di riqualificazione più controversi e più riusciti dei nostri giorni, la zona ha iniziato una nuova crescita sia industriale che culturale.

## Monumenti e luoghi d'interesse
- Senedd, (pronuncia gallese [sɛnɛð]) è un edificio che ospita la camera dei dibattiti e tre sale per le commissioni dell'Assemblea nazionale per il Galles a Cardiff

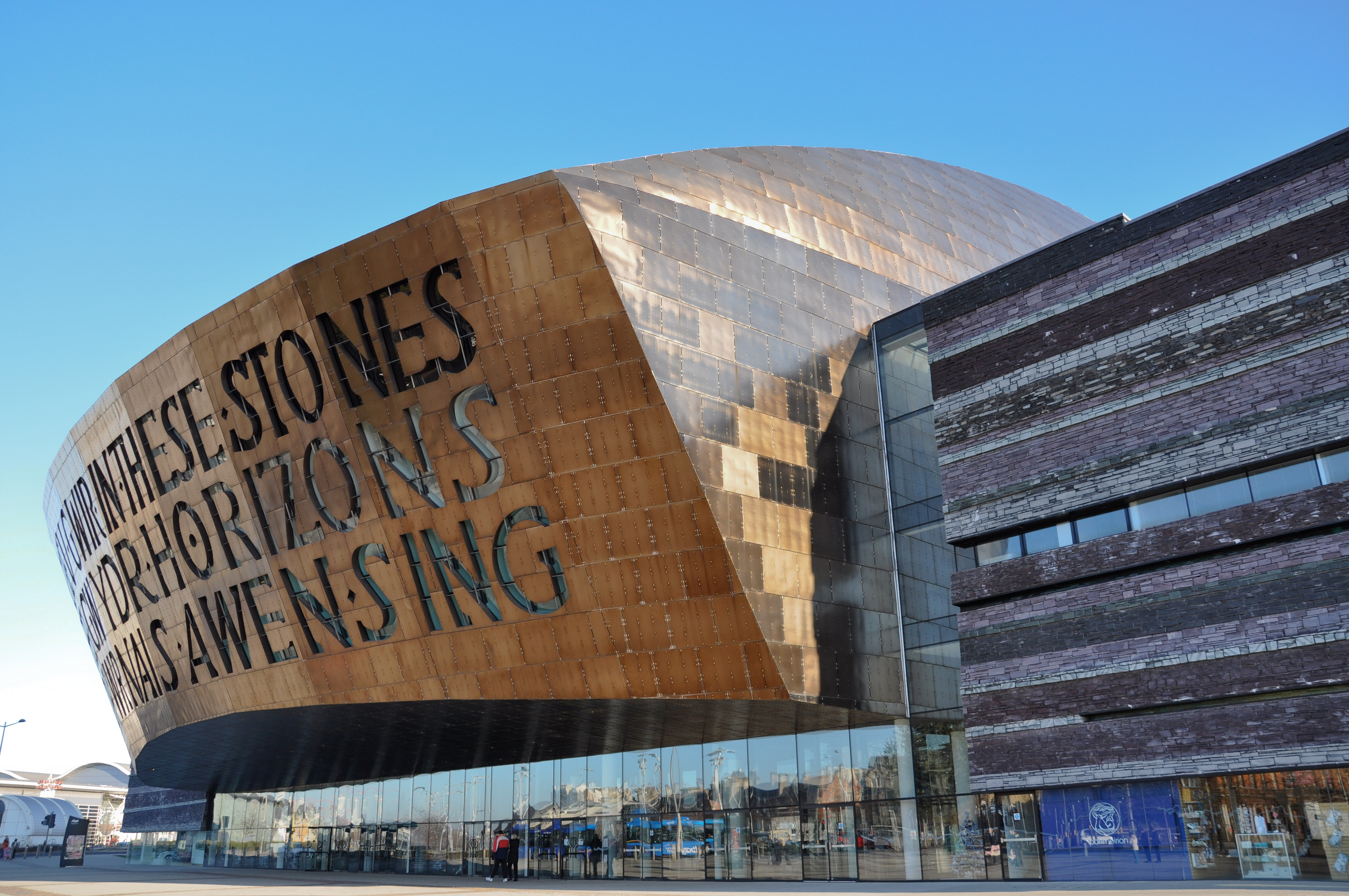
Wales Millennium Centre

- Wales Millennium CentreWales Millennium Centre, complesso di edifici per la danza e le arti drammatiche situato nella Roald Dahl Plass, che si apre sulla baia di Cardiff. È stato aperto nel novembre del 2004.

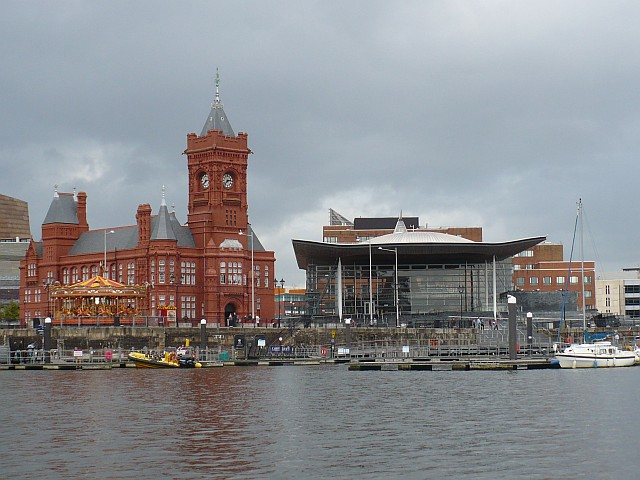
Pierhead Building (sinistra), Senedd (destra)